# Asunto de la capitanía de Yorkshire de 1927

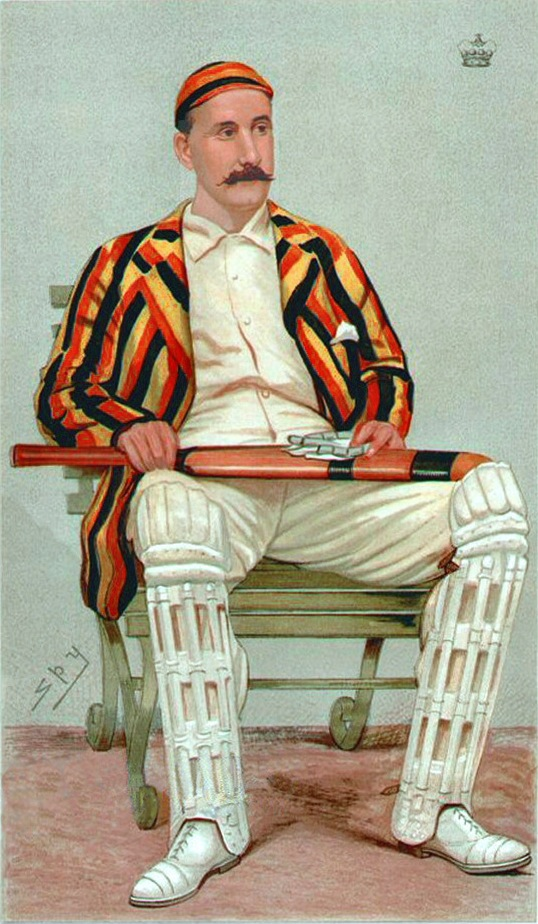
Lord Hawke en su época como jugador. Fue una figura clave en el debate sobre la capitanía.

El asunto de la capitanía de Yorkshire de 1927 surgió de un desacuerdo entre los miembros del Yorkshire County Cricket Club sobre la selección de un nuevo capitán para suceder al retirado mayor Arthur Lupton. La cuestión principal era si se debía designar a un jugador de críquet profesional para este puesto. Era una tradición en el críquet inglés a nivel de condado que los capitanes siempre tenían que ser aficionados. En Yorkshire, una sucesión de capitanes aficionados ocuparon el cargo en la década de 1920, debido a sus supuestas cualidades de liderazgo, a pesar de que no tenían cabida en el equipo como jugadores de críquet. Ninguno duró mucho; después de la partida de Lupton, algunos miembros del equipo sintieron que era hora de nombrar a un jugador de críquet más exitoso a largo plazo.
La comisión directiva de Yorkshire, impulsada por el influyente presidente del condado lord Hawke, se acercó a Herbert Sutcliffe, uno de los principales profesionales del equipo. Después de la aceptación provisional de Sutcliffe a la capitanía, surgió la controversia. Algunos miembros se opusieron a la nominación sobre la base tradicional de que Sutcliffe no era un aficionado; otros sintieron que si se iba a nombrar a un profesional debería serlo el con mayor antigüedad del condado, Wilfred Rhodes, quien había estado en el equipo mucho más tiempo que Sutcliffe. El propio Rhodes se sintió ofendido porque no se le habían acercado con el ofrecimiento. Cuando Sutcliffe se dio cuenta de la controversia, retiró su aceptación. No se hizo ninguna oferta a Rhodes, y el condado designó posteriormente al aficionado William Worsley como capitán. Fue respetado por el equipo, pero tuvo poco éxito personal, ya que su puesto como capitán duró solo dos temporadas y fue seguido por otros dos líderes en el corto plazo. En 1933, Brian Sellers, un aficionado más capaz, fue nombrado y se convirtió en el capitán a largo plazo que buscaba Yorkshire.

## Antecedentes

La figura del críquet de Yorkshire, Wilfred Rhodes, en 1920: Rhodes fue un posible sucesor del mayor Lupton como capitán y la elección preferida de muchos miembros.

En la década de 1920, todos los equipos de críquet de los condados ingleses tenían un capitán aficionado. Yorkshire había sido liderado por aficionados desde que lord Hawke asumió el cargo en 1883. Los aficionados eran en general de entornos privilegiados, mientras que los profesionales eran en su mayoría de la clase trabajadora. Las distinciones de clase impregnaban el juego, que desde sus inicios había sido organizado y administrado por aficionados, quienes querían retener los roles de liderazgo para los miembros del poder establecido, desafiando los cambios sociales más amplios que habían reducido su influencia en otros deportes. Los administradores argumentaron que los aficionados eran mejores capitanes, ya que estaban libres de preocupaciones sobre el empleo. El editor de Wisden creía que «el profesional puede tener dificultades para imponer la disciplina. Naturalmente, dudaría en sugerir a su comisión directiva que este jugador u otro debería ser marginado, y así ayudar a privar al hombre en cuestión de parte de su sustento. Además, considerando que un error de juicio perjudicaría su posición como miembro de la comisión, podría mostrarse muy reacio a correr riesgos». En 1925 lord Hawke, presidente de Yorkshire, expresando su esperanza de que un aficionado siempre estuviera disponible para capitanear la selección nacional, hizo el comentario improvisado: «Pido a Dios para que ningún profesional llegue a ser capitán de Inglaterra». Sus declaraciones fueron ampliamente difundidas en la prensa y fuertemente criticadas, lo que iba a dejar a Hawke en una situación difícil para 1927.
Al final de la temporada de 1927, Yorkshire había tenido una sucesión de capitanes que duraron poco en su cargo. Por lo general, estos hombres no eran ni jugadores ni líderes lo suficientemente buenos como para ganarse un lugar en el equipo, pero el conjunto de Yorkshire era lo suficientemente fuerte como para incluirlos y mantener el liderazgo en manos de los aficionados. Tácticamente, el éxito de Yorkshire no provino del capitán sino de la influencia de los profesionales Wilfred Rhodes y Emmott Robinson. La función principal del capitán era la aplicación de la disciplina: mantener una actitud amistosa dentro del equipo durante los partidos y asegurarse de que los árbitros y oponentes fueran respetados. A principios de la década de 1920, Yorkshire se mostraba indisciplinado en el campo de juego. El reportero de críquet Jim Kilburn escribió que corrían el riesgo de convertirse en «marginados sociales», y E. W. Swanton comentó que la actitud hostil de Yorkshire durante el juego parecía poner en peligro su relación con otros equipos. Las cosas llegaron a un punto crítico durante un partido contra Middlesex en 1924 en Sheffield. La multitud se volvió muy hostil y una investigación del Marylebone Cricket Club (MCC) reveló que un jugador de Yorkshire había causado los disturbios. Nuevos incidentes en esa temporada, ahora en el encuentro frente a Surrey, llevaron a la renuncia del capitán Geoffrey Wilson, a pesar de guiar al club al campeonato del County Championship en cada uno de los tres años que estuvo a cargo del equipo. Su renuncia posiblemente fue motivada por el presidente de Yorkshire, lord Hawke, pero a Wilson no le gustó la naturaleza agresiva del equipo y le resultó difícil manejar a Rhodes.
Yorkshire nombró capitán al mayor Arthur Lupton, con la esperanza de que su experiencia en el ejército le permitiera ejercer un mayor control del que habían logrado sus predecesores. De 46 años, era bastante mayor para ser jugador de críquet. Había defendido a Yorkshire una vez en 1908, pero ya no era un bateador eficaz. Era muy popular entre los jugadores y logró mejorar la disciplina, pero tuvo poca influencia en las tácticas del equipo. Dejó esos asuntos a Rhodes y Robinson, hasta el punto de que surgieron varias historias apócrifas sobre su falta de control. En una de estas historias, Yorkshire tenía una puntuación de alrededor de 400. Lupton, con la esperanza de anotar algunas carreras fáciles, salió del vestuario aficionado con su bate cuando un joven profesional le tocó el brazo y dijo: «Está bien, señor. El Sr. Rhodes ha declarado [las entradas terminadas]». Después de tres años en el cargo, Lupton renunció a la capitanía a fines de 1927. En su búsqueda de un sucesor, Yorkshire esperaba nombrar a un jugador con mejor reputación en el juego, y que pudiera estar en el cargo por más tiempo.

## Nombramiento de Sutcliffe

### Acercamiento inicial

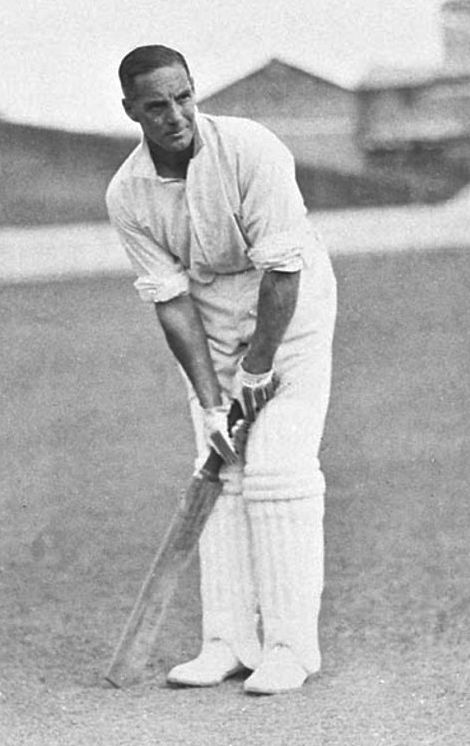
Herbert Sutcliffe durante una sesión de entrenamiento en Sydney Cricket Ground en 1924.

Al comienzo de la temporada de 1927, el secretario de Yorkshire Frederick Toone se acercó a Wilfred Rhodes para sugerirle que renunciara a su puesto de profesional sénior. Rhodes se negó, motivado por la sospecha de su esposa de un complot en su contra. Esto pudo haber sido un intento de Yorkshire de despejar el camino para un nuevo capitán. Lord Hawke estaba a favor de nombrar a Herbert Sutcliffe, un profesional que había abierto el bateo de Yorkshire desde 1919. Además de Rhodes, otros profesionales habían hecho su debut en Yorkshire antes que Sutcliffe. Sin embargo, este último era inusual entre los profesionales: había sido oficial en el Ejército Británico en la Primera Guerra Mundial, su apariencia siempre fue impecable y mientras hablaba cambiaba su acento para adaptarse a lo que consideraba una mejor clase social. Tales características eran más comunes entre los jugadores de críquet aficionados, y Sutcliffe en muchos sentidos se comportaba como tal. Aunque no era particularmente popular entre sus compañeros de equipo, era respetado.
Hawke le pidió a Home Gordon, un escritor de críquet que había ayudado a Hawke con su autobiografía, que sondeara otros condados para ver si encontrarían a Sutcliffe como un capitán aceptable si jugara como aficionado —algunos jugadores pasaban de aficionados a profesionales, o viceversa, en ese momento—. Sutcliffe se dirigía a Sudáfrica con el equipo de gira de MCC, pero sabía que Yorkshire lo estaba considerando como el reemplazo de Lupton.
La elección de Sutcliffe se confirmó en una reunión de la comisión directiva del club el 2 de noviembre de 1927, que votó sobre dos propuestas patrocinadas por Hawke. La primera fue otorgarle a Sutcliffe el estatus de aficionado, la que fue rechazada por 19 votos contra 5. La segunda propuesta, que consistió en nombrarlo capitán, fue aprobada por 13 votos contra 11. El 4 de noviembre, un corresponsal de Press Association informó a Sutcliffe, entonces a bordo de su barco, que había sido designado. Sutcliffe respondió: «Este es el mayor honor de mi carrera. Haré todo lo posible para respetar las mejores tradiciones del críquet de Yorkshire y de Inglaterra». Sin embargo, seis días después, al llegar a Ciudad del Cabo, envió un telegrama que decía: «Aún no he recibido por correo una oferta oficial de las autoridades de Yorkshire sobre la capitanía del equipo para la próxima temporada».

### Reacción
Los informes en ese momento decían que lord Hawke y Toone habían negado todo conocimiento acerca del ofrecimiento a Sutcliffe; Hawke dijo que apoyaba a la comisión directiva, pero Home Gordon recordó más tarde que Hawke parecía indeciso sobre el mejor modo de proceder. En opinión del escritor de críquet Alan Gibson, su situación se debió a sus anteriores críticas a una capitanía profesional. Wisden dijo que «los círculos de críquet de Yorkshire estaban muy perturbados por el anuncio». La mayoría de las objeciones al nombramiento se basaron en reparos a la idea de un capitán profesional. En el Yorkshire Post varios miembros del club escribieron para expresar sus opiniones. Algunos afirmaron que era una carga demasiado pesada para un profesional capitanear el equipo mientras se ganaba la vida con el juego y, por lo tanto, preocuparse por sus actuaciones personales. Otros dijeron que los líderes aficionados de Yorkshire no tuvieron suficientes oportunidades para demostrar su valía antes de ser reemplazados. También se argumentó que si un candidato aficionado idóneo no estaba disponible y un nombramiento de un profesional era inevitable, Wilfred Rhodes era el jugador profesional con más años de antigüedad. Rhodes, involucrado en la discusión, dijo que el equipo hubiera preferido un capitán aficionado; también afirmó que no se le habían acercado, lo que hizo que se sintiera despreciado. Otros miembros escribieron para apoyar la selección de Sutcliffe, contentos de que se nombrara abiertamente a un profesional, ya que pensaron que el equipo se vería fortalecido con la decisión. A principios de diciembre, el miembro de Yorkshire S. E. Grimshaw realizó una encuesta: 2264 miembros de Yorkshire estaban a favor de un capitán aficionado, mientras que 444 querían a un profesional. Si no encontraban a un candidato aficionado idóneo, 2007 preferían que Rhodes fuera el capitán, en comparación con 876 que apoyaban a Sutcliffe.

### Retiro de la oferta
Después de la encuesta de los miembros, Yorkshire envió un telegrama a Sutcliffe en Sudáfrica, pidiéndole que retirara su aceptación de la capitanía. Sutcliffe respondió que ahora había considerado la oferta y estaba agradecido, pero que tenía que rechazarla. Cuando las noticias llegaron a la comisión directiva de Yorkshire el 18 de diciembre, nombraron a William Worsley, quien había rechazado el liderazgo en 1924 debido a compromisos agrícolas personales. En palabras de Wisden: «Afortunadamente, el problema finalmente se resolvió para satisfacción de todos los involucrados. Sutcliffe declinó el honor y la invitación se extendió al capitán Worsley, quien tomó el relevo». Lord Hawke envió un mensaje agradeciendo a Sutcliffe por «su lealtad al club». El Yorkshire Post también rindió homenaje a Sutcliffe por la forma en que se manejó, y señaló que, si bien un conflicto de opinión había sido inevitable, el asunto había «alcanzado proporciones irrazonables». Al comentar sobre el asunto, The Times lamentó que Sutcliffe se hubiera sentido obligado a rechazar el liderazgo, y señaló que los capitanes aficionados eran preferibles para recordarle a la gente que el críquet era solo un juego, pero que nada en principio impedía que un profesional desempeñara el papel. De Sutcliffe decía: «A uno le hubiera gustado verlo liderar el equipo, y su popularidad general, combinada con su habilidad como bateador, hace que sea probable que hubiera tenido éxito. Sin embargo, la mitad del valor de un capitán se pierde si, antes de asumir sus funciones, la gente comienza a preguntarse si es el hombre adecuado para el puesto, y Sutcliffe hizo bien en reconocer este hecho». El periódico también señaló que podría haber sido difícil elegir un capitán entre un grupo de profesionales que se consideraban elegibles para el puesto. Añadió que Rhodes podría haber tenido problemas para ser el capitán del equipo, ya que los lanzadores históricamente habían luchado por ser buenos líderes.

## Repercusiones
Worsley fue capitán por solo dos temporadas. Hizo esfuerzos para destacar en la defensa, mientras que su bateo fue decepcionante. Sin embargo, fue muy respetado por el equipo. Fue un poco más efectivo en su segunda temporada como líder, tras lo cual se retiró. El siguiente capitán, Alan Barber, aunque considerado exitoso, estuvo en el puesto durante solo una temporada. Era un bateador más completo y tenía gran disciplina. Sin embargo, eligió la carrera docente, limitando su disponibilidad, y luego renunció. El sucesor en el cargo, Frank Greenwood, tampoco ocupó el puesto por mucho tiempo, y renunció debido a compromisos comerciales. En 1932 lord Hawke señaló que había habido ocho capitanes desde que se retiró en 1910. Si bien seis de ellos ganaron el campeonato a nivel de condados en su primera temporada a cargo, afirmó que «no es bueno para un equipo estar siempre cambiando su capitán». No fue hasta que Brian Sellers fue nombrado en 1933 que Yorkshire consiguió el capitán que quería. Después de ocupar el cargo en la mayoría de los juegos en 1932 durante las frecuentes ausencias de Greenwood, permaneció en el puesto hasta 1947 y fue considerado el mejor capitán del críquet a nivel de condados de su tiempo.
Cuando Leicestershire nombró a Ewart Astill como su capitán para la temporada de 1935, se convirtió en el primer profesional en liderar un condado de manera regular desde el siglo xix. Yorkshire no tuvo un capitán profesional en el siglo xx hasta Vic Wilson en 1960. Alan Gibson creía que Yorkshire había cometido un error al rechazar a Sutcliffe. Además, argumentó que, si hubiera sido designado, habría sido nombrado capitán de Inglaterra en 1931 en lugar de Douglas Jardine, y que habría hecho un buen trabajo durante varios años. Sutcliffe luego lamentó haber retirado su aceptación al cargo. En años posteriores, le dijo a Bill Bowes que Jack Hobbs, el primer socio de Sutcliffe en la selección nacional, debería haber sido nombrado capitán de Inglaterra. Según Bowes, dijo: «Lord Hawke levantó el cricket profesional desde aquí hasta aquí [levantando la mano desde la rodilla hasta el nivel de los hombros]... Los jugadores de críquet profesionales lo levantaron hasta aquí [continuó, levantando la mano por encima de la cabeza]... e incluso lord Hawke quería recuperarlo. Jack Hobbs, por el bien del jugador de críquet profesional, debería haber aceptado». El hijo de Sutcliffe, Billy, posteriormente fue capitán de Yorkshire de 1956 a 1958.